# Levens (Alpes-de-Haute-Provence)
Ne doit pas être confondu avec Levens, commune française des Alpes-Maritimes.
Levens est une ancienne commune française, située dans le département des Alpes-de-Haute-Provence en région Provence-Alpes-Côte d'Azur.
Elle est rattachée à la commune de Majastres le 26 janvier 1951.

## Géographie
Levens est située dans le massif du Montdenier. La commune avait une superficie de 14,89 km2

## Histoire
Par arrêté préfectoral du 23 janvier 1951, la commune de Levens est rattachée, le 26 janvier 1951 à celle de Majastres.

## Administration
| Période                                  | Période | Identité | Étiquette | Qualité |
| ---------------------------------------- | ------- | -------- | --------- | ------- |
| Les données manquantes sont à compléter. |         |          |           |         |
|                                          |         |          |           |         |

## Démographie
| 1315    | 1471   | 1793 | 1800 | 1806 | 1821 | 1831 | 1836 | 1841 |
| ------- | ------ | ---- | ---- | ---- | ---- | ---- | ---- | ---- |
| 24 feux | 0 feux | 131  | 88   | 134  | 155  | 157  | 178  | 152  |

| 1846 | 1851 | 1856 | 1861 | 1866 | 1872 | 1876 | 1881 | 1886 |
| ---- | ---- | ---- | ---- | ---- | ---- | ---- | ---- | ---- |
| 167  | 163  | 153  | 139  | 137  | 126  | 138  | 110  | 99   |

| 1891 | 1896 | 1901 | 1906 | 1911 | 1921 | 1926 | 1931 | 1936 |
| ---- | ---- | ---- | ---- | ---- | ---- | ---- | ---- | ---- |
| 103  | 78   | 74   | 66   | 55   | 19   | 7    | 4    | 4    |

| 1946 | - | - | - | - | - | - | - | - |
| ---- | - | - | - | - | - | - | - | - |
| 5    | - | - | - | - | - | - | - | - |

Histogramme

(élaboration graphique par Wikipédia)

## Héraldique
| Blason de Levens | Blason  | D'azur à la fasce d'argent, chargée de l'inscription « LEVENS » en lettres capitales de sable.                  |
| Blason de Levens | Détails | Blason attribué par Charles d'Hozier à la fin du XVIIe siècle. Le statut officiel du blason reste à déterminer. |